# Psammogeton involucratus
Il sedano selvatico (Psammogeton involucratus (Roxb.) Mousavi, Mozaff. & Zarre, 2022 publ. 2021), conosciuto in sanscrito come Ajmoda,  è una pianta erbacea annuale della famiglia delle Apiacee.

## Descrizione

### Radici
Fittone stretto.

### Fusto
Pianta con fusto eretto pubescente, terette, ramificato, longitudinalmente tripartito, mediamente alto dai 20 ai 100 cm.

### Foglie
Le foglie sono picciolate, con piocciolo esile lungo 1-2 cm, ovate a grandi linee, lunghe dai 3-8 cm e larghe 2-12 cm, bi-pinnate o terno-pinnate, con l'ultimo segmento stentatamente oblungo lunghe dai 5-20 mm e largo 2-3 mm e alla base cuneate. Le foglie caulinari si riducono con l'altezza, le più apicali sono lineari-lanceolate.

### Fiore
L'infiorescenza è un ombrella regolare 2-4 cm di diametro, il peduncolo è di 5-9 cm. Ci sono 2-5 brattee lunghe 3-10 mm, lineo-subulate o ciliate, inoltre ci sono 2-9 raggi primari lunghi 1,3-5 cm e 5-15 cm, inoltre ci sono 5-8 bratteole sottile lunghe 2-3 mm e finemente ciliate, ci sono 5-15 raggi secondari lunghi 2-7 mm ognuno con un fiore, costituito da 5 sepali piccoli e nascosti lunghi 0,1 mm, e 5 petali con apici ottusi ad ampio respiro,  I petali sono di colore lilla. Fiorisce e fruttifica da febbraio a luglio.

### Frutti
Carpoforo ovoidale, di 1,5-3 mm per 1,5-2 mm, con apice contratto a formare un collo corto, pubescente con peli corti e irti. Presenta due fessure alla base che lo fanno dividere facilmente in due mericarpi ognuno funsionante da seme. Essiccati sono di un colore giallo brillante.

## Distribuzione e habitat
La specie è nativa dell'India e di Sri Lanka.
Si trova ai margini della foresta e nei rudereti.

## Moltiplicazione
È principalmente propagata per seme.

## Principi attivi
I semi contengono olio essenziale composto essenzialmente da limonene, a-terpene, dipentene, d-linallolo, terpineolo, dl-piperitone, timoquinolo, timolo e acido chetonico. Inoltre sono ricchi di ferro e calcio.

## Usi
L'olio essenziale ha proprietà amare, termogeniche, antispammodiche, toniche, stimolanti, antelmitiche, carminative,.

### Cucina
I frutti vengono utilizzati come spezie nella cucina bengalese col nome di radhuni, dal sapore aromatico simile al prezzemolo, un paio di pizzichi possono superare il sapore del curry.

### Coltivazione
In Asia è coltivato, fino a 750 m s.l.m., preferisce suoli non molto pesanti, fertili e calcarei.